# Gefurchter Fichtenborkenkäfer

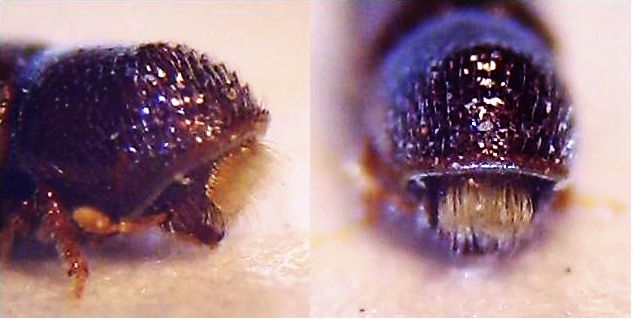
Stirn des Weibchens mit nach vorn gerichteter Haarbürste

Der Gefurchte Fichtenborkenkäfer, auch Furchenflügeliger Fichtenborkenkäfer (Pityophthorus pityographus) ist ein Rüsselkäfer aus der Unterfamilie der Borkenkäfer (Scolytinae). Da er seine Brutsysteme in der Rinde der Wirtsbäume anlegt, wird er den Rindenbrütern zugerechnet.

## Merkmale
Die Käfer werden 1,1 bis 1,5 Millimeter lang und haben einen dunkelbraunen Körper. Der Kopf ist von oben nicht sichtbar, der gleichmäßig gewölbte Halsschild ist länger als breit, vorne mit konzentrisch gereihten Höckern, hinten punktiert und an der Basis fein gerandet. Der Vorderrand trägt einen feinen Höckerkranz. Die mit kräftigen Punktstreifen versehenen Flügeldecken haben neben der Naht eine tiefe, breite Furche, die erst im letzten Drittel beginnt. Naht und Furche tragen an den Rändern einzelne Haare, die aus kleinen Körnchen entspringen. Der Spitzenrand der Flügeldecken ist einfach und umfasst unmittelbar das Abdomen. Die Fühlerkeule ist durch Nähte stark eingeschnitten und ca. 1,5 Mal so lang wie breit, die Fühlergeißel ist fünfgliedrig. Die Augen sind leicht nierenförmig ausgebildet. Das dritte Fußglied ist zylindrisch geformt. Fühler und Tarsen sind heller als der Körper. Das Weibchen trägt auf der Stirn eine dichte, gelbliche, nach vorn gerichtete Haarbürste, die sogar den Halsschild noch überragt. Dem Männchen fehlt eine solche Haarbürste.

## Verbreitung
Die Art ist in Mitteleuropa, Polen, Tschechien, der Slowakei, Bulgarien, Rumänien, dem ehemaligen Jugoslawien, der Ukraine, auf der Krim und im Kaukasus verbreitet.

## Lebensweise
Pityophthorus pityographus kommt an  Fichten (Picea), seltener an Kiefern (Pinus), Weißtanne (Abies alba), Nordmanntanne (Abies nordmanniana), Europäischer Lärche (Larix decidua), Douglasie (Pseudotsuga menziesii) und Kanadischer Hemlocktanne (Tsuga canadensis) vor. Er besiedelt die Rinde der Bäume, vornehmlich in Ästen, Zweigen, Baumwipfeln sowie jungen Pflanzen. Die Tiere leben polygam.
Die vier bis siebenarmigen, sternförmig angeordneten, meist waagerecht verlaufenden, zwei bis fünf Zentimeter langen und 0,5 bis 0,7 Millimeter breiten Muttergänge des Brutbildes befinden sich in der Rinde und greifen auch in den Splint der Bäume ein. Sie gehen von einer Rammelkammer aus. Auf der Innenseite der Rinde sind die  Larvengänge zu erkennen, die weitständig angeordnet sind. Es gibt ein bis meist zwei Generationen im Jahr, deren Flugzeiten im Mai sowie im Juli/August liegen.

## Schadwirkung
Der Käfer kann zum Absterben von Teilen der Krone beziehungsweise von jungen Bäumen beitragen. Jedoch ist damit nur äußerst selten ein echter wirtschaftlicher Schaden verbunden, so dass eine Bekämpfung nicht nötig ist. Ein Befall wird meist nicht schnell erkannt und die Käfer nur nach gezielter Suche in kränkelndem Material gefunden.

## Systematik

### Synonyme
Aus der Literatur sind für Pityophthorus pityographus folgende Synonyme bekannt:
- Pityophthorus micrographus Gyllenhal, 1813
- Bostrichus abietiperda Thiersch, 1830
- Bostrichus pityographus Ratzeburg, 1836
- Pityophthorus pityographus var. cribratus Pfeffer, 1940
- Pityophthorus pityographus var. bibractensis Balachowsky, 1949